# Собекнахт II
Собекнахт II (* бл. 1620-ті до н. е. —бл. 1570-ті до н. е.) — давньоєгипетський державний і військовий діяч та архітектор часів Другого перехідного періоду. Ім'я перекладається як «Собек перемагає».

## Життєпис
Походив з місцевої знаті. Син Собекнахта I, номарха Нехеба (Верхній Єгипет), який купив ці землі у Кебсі, родича фараона Іні I з XIII династії. Про дату народження немає достеменних відомостей. Успадкував батьківські володіння, ставши номархом. Водночас в його обов'язки входило захист фіванських земель. Натепер дослідник виявили запис, за яким Собекнахт II відбив напад коаліції нубійців та народу Пунт. Надалі багато зробив для збереження XVI династії від повсталих номархів.
Було поховано в гробниці Т10, яка є одннією з найпишніших Другого перехідного періоду. Складається з чудових малюнків та низки склепів. Розпис є яскравим прикладом мистецтва Другого перехідного періоду. За однією з версій Собекнахт II особисто спроектував власну гробницю і керував роботи з її зведення. Проте це достеменно не доведено.